# 350號美國國道
}}
350號美國國道（U.S. Highway 350，簡寫US 350），是一條73英里（117）長、西南—東北走向的美國國道，全線位於科羅拉多州境內。
350號美國國道起點位於千里達東北側的160號美國國道交會處，隨後向東北行，經過佩里斯托克斯機場，再跨過煉獄河。其後續路徑皆大致與艾奇遜、托皮卡和聖塔菲鐵路公司的一條路線並行，而且靠近聖塔菲小徑的山地支線。該道路經過皮尼翁峽谷演習基地的東北端，然後越過卡曼契國家草原，再與向北而行的71號科羅拉多州州道交會。到了拉洪塔，該道路在第五街轉向東，然後在巴尼斯大道轉向北，最後終止於50號美國國道交會口。

## 外部連結
- Endpoints of US highway 350 （页面存档备份，存于）